# Affaire M3I
 (août 2016).
 (mai 2009).
- Si vous ne connaissez pas le sujet, laissez ce bandeau (vous pouvez alors contacter les auteurs).
- Si vous supprimez le contenu mis en cause (vous pouvez préalablement contacter les auteurs),

argumentez précisément cette suppression dans la page de discussion
(un manque de référence n'est pas un argument ; une recherche réelle de référence doit avoir été effectuée, être formellement documentée).
 (mai 2009).
Si vous disposez d'ouvrages ou d'articles de référence ou si vous connaissez des sites web de qualité traitant du thème abordé ici, merci de compléter l'article en donnant les références utiles à sa vérifiabilité et en les liant à la section « Notes et références ».
L'affaire M3I est une affaire politico-financière qui se déroule au début des années 1990 au Québec (Canada).

## Problématique
Management par imagerie instantanée interactive (M3I) a été créée le 2 novembre 1990 avec l’appui d’Hydro-Québec, par trois de ses employés et peu de capital, pour commercialiser un système d'affichage électronique et interactif de haut niveau pour les réseaux d'électricité. Ce rejeton de la société d’État est contrôlé par elle à 81 %. Déjà en 1991, un an après sa création, M3I bénéficiait d’un chiffre d’affaires de 5 millions de dollars. En 1992, M3I gagna l’Octas de la réussite internationale, un prix d’excellence professionnel. 
Le 4 décembre 1990, une recommandation soumise au conseil d’administration d’Hydro-Québec pour autoriser l’octroi d’actions à être payées par les administrateurs de M3I fut déposée. Quelques jours plus tard, soit le 7 décembre 1990, Mario Bertrand, Marcel Côté et Pierre Jeanniot devenaient administrateurs de M3I. Cependant, M. Bertrand siégeait au conseil d’administration d’Hydro-Québec ainsi qu’à celui de M3I simultanément et c'est à l'invitation de la direction d'Hydro-Québec que celui-ci a accepté de siéger au Conseil de M3I et qu'il a acquis un montant de 5 000 $ d'actions (1160 actions), condition préalable posée par les actionnaires de M3I à tout membre du Conseil.  Par la suite, au cours de l’année 1994, à l'approche des élections, profitant de son immunité parlementaire, le député d’opposition G. Chevrette a interpellé le gouvernement en Chambre en disant que "les administrateurs pourraient dans l'éventualité d'un appel public à l'épargne se faire 1 million $ chacun". Cet appel public à l'épargne n'était pas initié à cette époque et n'a jamais été initié.
Une des premières réactions au sein du gouvernement libéral fut celle du ministre des Ressources naturelles, Christos Sirros. Celui-ci a rappelé à Hydro-Québec que le gouvernement est l’unique actionnaire par conséquent, il faudrait récupérer les actions de Mario Bertrand. Le ministre de la Justice du nouveau gouvernement du Parti québécois, Paul Bégin a déclaré que Mario Bertrand était redevable au gouvernement. Des procédures sont intentées le 16 novembre 1994 contre M. Bertrand à la Cour supérieure du Québec. Cette décision n'a pas fait l'unanimité au sein du gouvernement. Il était demandé que ce dernier rende ses actions ou les profits obtenus par sa présence au conseil de M3I. Le ministre responsable d’Hydro-Québec, François Gendron, devant assumer les frais de défense de M. Bertrand. Par contre, au sein du gouvernement, la décision d’intenter un procès contre M. Bertrand n’a pas fait l’unanimité. Plusieurs ministres ne voyaient rien dans cette affaire qui enfreignait la loi étant donné un certain degré de transparence des transactions. Comme mentionné précédemment, une requête avait été soumise au conseil d’administration d’Hydro-Québec à l’effet que les administrateurs de M3I pouvaient bénéficier d’achats d’actions. Même que certains n’y voyaient qu’un règlement de comptes politique envers M. Bertrand.
Mario Bertrand a été le chef de cabinet de Robert Bourassa (PLQ) durant 4 ans, et le scandale a éclaté sous le gouvernement libéral suivant de Daniel Johnson, ce qui a fait croire à un règlement de comptes politique. Selon Léopold Fournier, un des avocats de M. Bertrand, son client s’est fait prendre au jeu de la politique. 
La Cour supérieure a déclaré irrecevables les procédures entreprises par le Ministère de la Justice d'autant plus que le gouvernement voulait laisser tomber les poursuites en raison des faibles chances de recours et des coûts juridiques importants. Une estimation des frais des avocats de Mario Bertrand ont grimpé jusqu'à 500 000 dollars, frais payés par Hydro-Québec.
En outre, le 3 juin 1994, Hydro-Québec disposait d’un avis juridique qui n’avait rien trouvé de répréhensible dans le comportement de Mario Bertrand. Ce dernier a indiqué que 5 firmes juridiques avaient déclaré par écrit qu’il n’y avait pas matière à poursuite, mais que M. Bertrand aurait pu poursuivre ceux qui le poursuivaient pour atteinte à la réputation. « L’obtention du droit d'achat d'actions et l'obligation d'en acquérir pour siéger comme administrateur par Mario Bertrand ne contrevenait pas aux lois ou règlements ». De plus, celui-ci n’avait violé aucune loi car il avait révélé par écrit au président de conseil d’Hydro-Québec son intérêt dans M3I.
De surcroît, la loi constitutive d’Hydro-Québec ne donnait pas de justifications pour poursuivre M. Bertrand. En effet, le juge Pierre Jasmin a déclaré que :
« rien dans la loi constitutive d’Hydro-Québec n’autorise le gouvernement à se substituer à la société d’État pour intenter des procédures à sa place. Il ne s’agit pas d’une intervention qui relève du droit public. (…) Il ne s’agit pas d’une question qui a un intérêt pour l’ensemble de la population mais bien pour un individu ou une société ». Bref, Hydro-Québec jouit d’une autonomie juridique. En outre, M3I « n’a jamais été une filiale d’Hydro-Québec puisque celle-ci n’a jamais possédé d’actions du capital-actions de M3I ». Hydro avait confié les actions de M3I à une autre de ses filiales, le Holding Nouveler, qui lui appartient à 100 %.
M. Bertrand a démissionné le 10 mai 1994 du conseil d’administration d’Hydro-Québec. De plus, M3I a subi un dommage considérable depuis les allégations de conflit d’intérêt ; la compagnie aurait perdu des dizaines de millions de dollars. En outre, il n’y a jamais eu d’émission publique d’actions et M. Bertrand n’a jamais encaissé le profit qu’on lui reprochait puisqu'il a vendu à perte les actions acquises.

## Exposé du scandale
La technologie d’imagerie instantanée interactive fut conçue et développée par les chercheurs d'Hydro-Québec vers la fin des années 1980. Elle était viable, efficiente et parfaitement rentable. Cependant, le fait de partager avec ses concepteurs les parts d’une nouvelle entreprise axée sur le développement de ce procédé est tout en son honneur. Il permet, tout en gardant un certain contrôle sur la technologie et un partage des bénéfices, de gratifier les efforts fournis par ces inventeurs dans l’exploitation de ce système. Toby Gilsig et Yves Payette, ingénieurs, ont donc quitté leurs emplois respectifs chez Hydro-Québec pour se consacrer à la structuration et au développement de leur nouvelle entreprise. Rien ne justifie cependant pourquoi, durant les trois premières années de son existence, Hydro-Québec a réduit sa participation passant de 81 % à 40 % des parts actives. Cette entreprise était florissante et générait des profits qui ne tendaient que vers l’augmentation. Elle semblait un excellent investissement. Il est suspect de réagir de la sorte. À moins que de l’intérieur, des informations différentes de la réalité circulent et poussent les décideurs à prendre ces décisions défavorables.
Lors de la  vente de cette technologie, Hydro-Québec avait bien spécifié dans son contrat qu’il nommerait trois administrateurs pour siéger sur le conseil d’administration de M3I.
Les actions ont été achetées. Il semble que leurs recommandations auraient dû être qu’Hydro-Québec consolide sa position dans la compagnie M3I en y apportant un apport financier supplémentaire, si cette dernière semblait avoir besoin de financement.
En se basant sur des avis légaux, Hydro-Québec a décidé de ne pas poursuivre M. Bertrand car aucune loi ou règlement n’a été enfreint.

### Réaction des différents gouvernements du Québec

#### Gouvernement Johnson
Lorsque l’affaire M3I a été dévoilée au public par Guy Chevrette, député de l'opposition, c’était le gouvernement libéral de Daniel Johnson qui était au pouvoir. Celui-ci a tout d’abord demandé aux avocats du gouvernement d’analyser les avis juridiques d’Hydro-Québec. Entretemps, le Premier ministre Johnson et le ministre des affaires naturelles se sont empressés de dire qu’ils ne «défendrai[ent] pas l'indéfendable ». Toutefois, afin d’arriver à leurs propres conclusions, le gouvernement, à la demande du ministre des Ressources naturelles, Christos Sirros, a demandé un avis juridique au ministre de la justice. Celui-ci contredit les deux rapports d’Hydro-Québec. Selon cet avis, Marcel Côté et Pierre Jeanniot ne sont pas en conflit d’intérêts tandis que Mario Bertrand l’est. Donc, la réaction du ministre de la Justice, Roger Lefebvre, a été de dire qu'Hydro-Québec devrait poursuivre Marcel Côté. Quelques semaines plus tard, le ministre a décidé d’amener l’affaire devant la Cour supérieure afin de déterminer qui avait raison entre Hydro-Québec et le gouvernement Johnson.
Le Parti québécois, formant l’opposition officielle à ce moment, a bien sûr exposé sur cette affaire. Par l’intermédiaire de Guy Chevrette, porte-parole du parti en matière d'énergie et de ressources, il a soulevé la question du bon usage des fonds publics. En effet, la question à savoir si les bénéfices appartiennent au public ou au privé est complexe et laisse donc place à un débat puisque M3I a bénéficié des fonds publics. Le Parti québécois se questionne sur la gestion de l’argent des contribuables puisque c’est Hydro-Québec qui a créé la technologie que vend M3I. L’opposition va même jusqu’à dire qu’« [e]n effet, il appert très clairement que les faits reprochés aux administrateurs et actionnaires d'Hydro-Québec, de Nouveler et de M3I se sont produits au moment où les contribuables du Québec étaient collectivement propriétaires de 80 % des actions de M3I par l'entremise de Nouveler, elle-même filiale à 100 % d'Hydro-Québec. »

#### Gouvernement Parizeau
Par la suite, il y a eu un changement de gouvernement et le Parti québécois est revenu au pouvoir. Le nouveau ministre de la Justice, Paul Bégin, a réagi différemment aux avis de ses collègues ministres et avocats. Sa réaction pour montrer son indépendance comme Ministre de la Justice a été de demander à une firme d’avocats de déposer en Cour supérieure un recours afin que les profits de Mario Bertrand soient remis. Cette réaction est contraire à celle adoptée par le précédent gouvernement qui demandait seulement à la Cour de trancher entre deux avis juridiques.

### Jugement de la Cour supérieure
La Cour supérieure, par le juge Pierre Jasmin, a conclu à l'opposé des prétentions de l’État québécois. En effet, la Cour remarque qu’Hydro-Québec «jouit d’une autonomie juridique ». Donc, bien que ce soit une société d’État, le gouvernement ne peut poursuivre à la place d’Hydro-Québec. Étant donné que Mario Bertrand n’a jamais commis de délits face au gouvernement, il n’y a aucune raison de poursuite de sa part. De surcroît, le jugement dit que :
«si la Couronne pouvait agir en justice au lieu et place d'Hydro-Québec, il s'agirait d'une ingérence dans l'administration courante de la Société, ce que le législateur n'a pas voulu ou du moins ce qui ne ressort aucunement de la loi constitutive d'Hydro-Québec En agissant ainsi, la Couronne retirerait à la Société et à son conseil d'administration un pouvoir de discrétion »
Cette affaire pose des questions sur la vie démocratique. En effet, les fonds publics qui ont servi à créer la technologie et à faire vivre, en partie, la compagnie M3I auraient pu être lucratifs, si ce faux scandale politique n'avait pas miné inutilement la crédibilité de l'entreprise. 
"Tout au long du scandale, M. Bertrand ne remet jamais en question ses choix et nie s'être placé dans une situation de conflit d'intérêts. Il soutient que c'est Hydro-Québec qui exigeait une présence d'un de ses représentants au Conseil d'administration de M3I, et que, pour cette raison, il refuse de remettre les titres qu'il détient dans M3I".

### Général
- [PDF] M3I - Note de recherche, par Hugo Roy avec la collaboration de Louise Campeau, sous la direction de Yves Boisvert; dans le cadre d'un projet de recherche subventionné par le Fonds québécois de recherche sur la société et la culture (FQRSC). Consulté sur le site de l'ENAP le 20 juillet 2014.
- Qui se souvient de l'affaire M3I ?, Vincent Marissal, La Presse,  23 janvier 2012.

### 1992
- V. Beauregard, M3I veut poursuivre sur sa lancée, La Presse, 12 mars 1992, p.D5

### 1993
- Anonyme, M3I remporte l’Octas de la réussite internationale, Les Affaires, 19 juin 1993, p. 12

### 1994
- Pierre Asselin, Les actions de M3I - Côté avait reçu la bénédiction d’Hydro, Le Soleil, 12 mai 1994, p.A3
- Guy Chevrette, L'affaire M3I rappelle la nécessité de règles d'éthique très claires, La Presse, Opinions, mercredi 1er juin 1994, p. B3
- Donald Charette, La province étant « l’unique actionnaire » de la société d’État, Le Soleil, 7 juin 1994, p.A4
- Bernard Plante, Hydro-Québec garde la même ligne de conduite dans l'affaire M3I, Le Devoir, Politique, mercredi 6 juillet 1994, p. A4
- Presse Canadienne, Les tribunaux jugeront la conduite de Mario Bertrand, La Presse, Économie, vendredi 22 juillet 1994, p. C4
- Gilles Boivin, Une décision qui divise le conseil des ministres, Le Soleil, 17 novembre 1994, p.A5
- Denis Lessard, M3I : Bégin poursuit Bertrand, La Presse, 17 novembre 1994, p.B1
- Michel David, Les nouveaux redresseurs, Le Soleil, Éditorial, mardi 22 novembre 1994, p. A14
- Donald Charette, «...comme prévu », rappelle Parizeau, Le Soleil, Les Informations générales, mercredi 30 novembre 1994, p. A1

### 1996
- Pierre Asselin, Victoire par Mario Bertrand, Le Soleil, 20 novembre 1996, p.A8
- Yves Boisvert, Denis Lessard, L’affaire M3I : Mario Bertrand fait rejeter la poursuite de Québec, La Presse, 20 novembre 1996, p.A11
- Brian Myles, L'affaire M3i: Québec est débouté en Cour supérieure, Le Devoir, Politique, mercredi 20 novembre 1996, p. A4